# McKellar Glacier
McKellar Glacier är en glaciär i Antarktis. Den ligger i Östantarktis. Nya Zeeland gör anspråk på området. McKellar Glacier ligger 1 500 meter över havet.
Terrängen runt McKellar Glacier är lite bergig, och sluttar söderut. Trakten är obefolkad. Det finns inga samhällen i närheten. 